# Vigilijus
Vigilijus ist ein litauischer männlicher Vorname (abgeleitet von Vigilio). Die Abkürzung ist Vigis. Die weibliche Form ist Vigilija.

## Personen
- Vigilijus Jukna (* 1968),  Zooingenieur, Professor und Politiker